# Fianarantsoa-provinsen
21°30′S 47°0′Ø / 21.500°S 47.000°Ø
Fianarantsoa er den tredjestørste af Madagaskars tidligere seks selvstyrende provinser. Provinsen har et areal på 103.272 km² samt 3.366.291 indbyggere (2001) och dermed en befolkningstæthed på omkring 33 personer pr. kvadratkilometer.

## Geografi
Fianarantsoa grænser til provinserne Antananarivo i nordvest, Toamasina i nord og Toliara mod vest.

### Administrativinddeling
Provinsen er inddelt i følgende fem regioner (faritra), som nu (efter 4. oktober 2009) er det højeste subnationale niveau i landet. Disse er igen inddelt i 23 distrikter (Fivondronana):
| - Atsimo-Atsinanana region: - 5. Befotaka - 7. Farafangana - 19. Midongy-Sud - 21. Vangaindrano - 23. Vondrozo - Ihorombe region: - 10. Iakora-distriktet (Iakora) - 12. Ihosy-distriktet (Ihosy) - 15. Ivohibe-distriktet (Ivohibe) - Haute Matsiatra region: - 1. Ambalavao - 3. Ambohimahasoa - 8. Fianarantsoa landdistrikt - 9. Fianarantsoa - 13. Ikalamavony - Amoron'i Mania region: - 2. Ambatofinandrahana - 4. Ambositra - 6. Fandriana - 17. Manandriana - Vatovavy-Fitovinany region: - 11. Ifanadiana - 14. Ikongo - 16. Manakara-Atsimo - 18. Mananjary - 20. Nosy Varika - 22. Vohipeno |

### Natur
Fianarantsoa har en smuk natur med flere af Madagaskars vigtigste nationalparker, :
- Nationalpark Ranomafana - en over 41.600 hektar stor park med fugtig skov og varme kilder.
- Nationalpark Isalo - en park med sandstensformationer, kløfter og oaser. Med guide kan man udforske, klatre eller vandre i parken som har et areal på 815 km²
- Nationalpark Andringitra - er en del af verdensarvsområdet Atsinananas regnskove, en park med afvekslende terræn og en stor variation af arter.
- Nationalpark Midongy Du Sud har et areal på 1.922 km² med en stor rigdom af endemiske planter og dyrearter.

## Eksterne kilder og henvisninger
- Wikimedia Commons har flere filer relateret til Fianarantsoa-provinsen